# Helena Zengel
Helena Zengel, född 10 juni 2008 i Berlin, är en tysk skådespelare.
Zengel har bland annat medverkat i filmen News of the World där hon spelade Johanna, en av huvudrollerna. I TV-serien The Therapy spelade hon Josy, en av huvudrollerna. I filmen The Legend of Ochi spelade hon huvudkaraktären Yuri.

## Filmografi (i urval)
- 2020 – News of the World
- 2023 – The Therapy (TV-serie)
- 2025 – The Legend of Ochi